# Igor Kurnosov
Igor Kurnosov (rusky Игорь Курносов, 30. května 1985 – 8. srpna 2013, Čeljabinsk) byl ruský šachista.
Kurnosov získal titul mezinárodního velmistra. Zvítězil v několika mezinárodních turnajích, jako v Arctic Chess Challenge v Tromsø v roce 2008, na Mezinárodním šachovém kongresu v Hastingsu 2008/09 a v Abú Zabí v roce 2013.
V březnu 2009 na turnaji Aeroflot Open v Moskvě porazil v pouhých 21 tazích Šachrijara Mameďjarova, který následně z turnaje odstoupil a Kurnosova obvinil z podvádění, protože se jeho tahy měly blízce podobat tahům šachového programu Rybka. V Kurnosovově oblečení se ale žádné zakázané zařízení nenašlo a ten byl bez důkazů zproštěn obvinění. Kurnosov poté napsal dopis, ve kterém mj. uvedl: „Věřím, že každý šachista, bez ohledu na titul nebo rating, má mít respekt k sobě a svým kolegům a nemá vznášet obvinění z užívání počítače bez jakéhokoli důkazu. Zvlášť, když hrál partii tak špatně!“ Dále navrhl, aby pořadatelé turnajů instalovali k hracím místnostem detektory kovů a aby byla šachová pravidla doplněna o sankce jak pro hráče, kteří podvádějí, tak pro ty, kteří je bez důkazů obviní.
Hrál týmové soutěže za ruský ŠK Tomsk-400 a za rakouský SK Sparkasse Fürstenfeld. V rakouské Bundeslize 2009/2010 dosáhl na první šachovnici Fürstenfeldu nejlepšího individuálního výsledku, když získal 7,5 bodu z 11 partií. V roce 2011 se stal vicemistrem Ruska v šachu družstev, za Tomsk-400 získal na sedmé šachovnici 8,5 z 9 bodů (ELO performance 2893 bodů). Na Evropském poháru klubů v roce 2012 obsadil Tomsk-400 sedmé místo, ale Kurnosov s bilancí 5 bodů ze 6 partií dosáhl třetího nejlepšího individuálního výsledku na páté šachovnici.
Kurnosov zemřel 8. srpna 2013, když ho při přecházení ulice v Čeljabinsku srazilo auto. V té době patřil do první stovky světového žebříčku.

## Významné partie
|   | a | b | c | d | e | f | g | h |   |
| 8 | a8 černý věž · d8 černý dáma · e8 černý král · f8 černý střelec · h8 černý věž · c7 černý pěšec · d7 černý střelec · f7 černý pěšec · h7 černý pěšec · a6 černý pěšec · c6 bílý dáma · d6 černý pěšec · e6 černý pěšec · f6 bílý pěšec · g6 černý pěšec · d5 bílý pěšec · g5 bílý střelec · a4 černý jezdec · a2 bílý pěšec · b2 bílý pěšec · c2 bílý pěšec · f2 bílý pěšec · g2 bílý pěšec · h2 bílý pěšec · c1 bílý král · e1 bílý věž · f1 bílý střelec · g1 bílý jezdec · h1 bílý věž | a8 černý věž · d8 černý dáma · e8 černý král · f8 černý střelec · h8 černý věž · c7 černý pěšec · d7 černý střelec · f7 černý pěšec · h7 černý pěšec · a6 černý pěšec · c6 bílý dáma · d6 černý pěšec · e6 černý pěšec · f6 bílý pěšec · g6 černý pěšec · d5 bílý pěšec · g5 bílý střelec · a4 černý jezdec · a2 bílý pěšec · b2 bílý pěšec · c2 bílý pěšec · f2 bílý pěšec · g2 bílý pěšec · h2 bílý pěšec · c1 bílý král · e1 bílý věž · f1 bílý střelec · g1 bílý jezdec · h1 bílý věž | a8 černý věž · d8 černý dáma · e8 černý král · f8 černý střelec · h8 černý věž · c7 černý pěšec · d7 černý střelec · f7 černý pěšec · h7 černý pěšec · a6 černý pěšec · c6 bílý dáma · d6 černý pěšec · e6 černý pěšec · f6 bílý pěšec · g6 černý pěšec · d5 bílý pěšec · g5 bílý střelec · a4 černý jezdec · a2 bílý pěšec · b2 bílý pěšec · c2 bílý pěšec · f2 bílý pěšec · g2 bílý pěšec · h2 bílý pěšec · c1 bílý král · e1 bílý věž · f1 bílý střelec · g1 bílý jezdec · h1 bílý věž | a8 černý věž · d8 černý dáma · e8 černý král · f8 černý střelec · h8 černý věž · c7 černý pěšec · d7 černý střelec · f7 černý pěšec · h7 černý pěšec · a6 černý pěšec · c6 bílý dáma · d6 černý pěšec · e6 černý pěšec · f6 bílý pěšec · g6 černý pěšec · d5 bílý pěšec · g5 bílý střelec · a4 černý jezdec · a2 bílý pěšec · b2 bílý pěšec · c2 bílý pěšec · f2 bílý pěšec · g2 bílý pěšec · h2 bílý pěšec · c1 bílý král · e1 bílý věž · f1 bílý střelec · g1 bílý jezdec · h1 bílý věž | a8 černý věž · d8 černý dáma · e8 černý král · f8 černý střelec · h8 černý věž · c7 černý pěšec · d7 černý střelec · f7 černý pěšec · h7 černý pěšec · a6 černý pěšec · c6 bílý dáma · d6 černý pěšec · e6 černý pěšec · f6 bílý pěšec · g6 černý pěšec · d5 bílý pěšec · g5 bílý střelec · a4 černý jezdec · a2 bílý pěšec · b2 bílý pěšec · c2 bílý pěšec · f2 bílý pěšec · g2 bílý pěšec · h2 bílý pěšec · c1 bílý král · e1 bílý věž · f1 bílý střelec · g1 bílý jezdec · h1 bílý věž | a8 černý věž · d8 černý dáma · e8 černý král · f8 černý střelec · h8 černý věž · c7 černý pěšec · d7 černý střelec · f7 černý pěšec · h7 černý pěšec · a6 černý pěšec · c6 bílý dáma · d6 černý pěšec · e6 černý pěšec · f6 bílý pěšec · g6 černý pěšec · d5 bílý pěšec · g5 bílý střelec · a4 černý jezdec · a2 bílý pěšec · b2 bílý pěšec · c2 bílý pěšec · f2 bílý pěšec · g2 bílý pěšec · h2 bílý pěšec · c1 bílý král · e1 bílý věž · f1 bílý střelec · g1 bílý jezdec · h1 bílý věž | a8 černý věž · d8 černý dáma · e8 černý král · f8 černý střelec · h8 černý věž · c7 černý pěšec · d7 černý střelec · f7 černý pěšec · h7 černý pěšec · a6 černý pěšec · c6 bílý dáma · d6 černý pěšec · e6 černý pěšec · f6 bílý pěšec · g6 černý pěšec · d5 bílý pěšec · g5 bílý střelec · a4 černý jezdec · a2 bílý pěšec · b2 bílý pěšec · c2 bílý pěšec · f2 bílý pěšec · g2 bílý pěšec · h2 bílý pěšec · c1 bílý král · e1 bílý věž · f1 bílý střelec · g1 bílý jezdec · h1 bílý věž | a8 černý věž · d8 černý dáma · e8 černý král · f8 černý střelec · h8 černý věž · c7 černý pěšec · d7 černý střelec · f7 černý pěšec · h7 černý pěšec · a6 černý pěšec · c6 bílý dáma · d6 černý pěšec · e6 černý pěšec · f6 bílý pěšec · g6 černý pěšec · d5 bílý pěšec · g5 bílý střelec · a4 černý jezdec · a2 bílý pěšec · b2 bílý pěšec · c2 bílý pěšec · f2 bílý pěšec · g2 bílý pěšec · h2 bílý pěšec · c1 bílý král · e1 bílý věž · f1 bílý střelec · g1 bílý jezdec · h1 bílý věž | 8 |
| 7 | a8 černý věž · d8 černý dáma · e8 černý král · f8 černý střelec · h8 černý věž · c7 černý pěšec · d7 černý střelec · f7 černý pěšec · h7 černý pěšec · a6 černý pěšec · c6 bílý dáma · d6 černý pěšec · e6 černý pěšec · f6 bílý pěšec · g6 černý pěšec · d5 bílý pěšec · g5 bílý střelec · a4 černý jezdec · a2 bílý pěšec · b2 bílý pěšec · c2 bílý pěšec · f2 bílý pěšec · g2 bílý pěšec · h2 bílý pěšec · c1 bílý král · e1 bílý věž · f1 bílý střelec · g1 bílý jezdec · h1 bílý věž | a8 černý věž · d8 černý dáma · e8 černý král · f8 černý střelec · h8 černý věž · c7 černý pěšec · d7 černý střelec · f7 černý pěšec · h7 černý pěšec · a6 černý pěšec · c6 bílý dáma · d6 černý pěšec · e6 černý pěšec · f6 bílý pěšec · g6 černý pěšec · d5 bílý pěšec · g5 bílý střelec · a4 černý jezdec · a2 bílý pěšec · b2 bílý pěšec · c2 bílý pěšec · f2 bílý pěšec · g2 bílý pěšec · h2 bílý pěšec · c1 bílý král · e1 bílý věž · f1 bílý střelec · g1 bílý jezdec · h1 bílý věž | a8 černý věž · d8 černý dáma · e8 černý král · f8 černý střelec · h8 černý věž · c7 černý pěšec · d7 černý střelec · f7 černý pěšec · h7 černý pěšec · a6 černý pěšec · c6 bílý dáma · d6 černý pěšec · e6 černý pěšec · f6 bílý pěšec · g6 černý pěšec · d5 bílý pěšec · g5 bílý střelec · a4 černý jezdec · a2 bílý pěšec · b2 bílý pěšec · c2 bílý pěšec · f2 bílý pěšec · g2 bílý pěšec · h2 bílý pěšec · c1 bílý král · e1 bílý věž · f1 bílý střelec · g1 bílý jezdec · h1 bílý věž | a8 černý věž · d8 černý dáma · e8 černý král · f8 černý střelec · h8 černý věž · c7 černý pěšec · d7 černý střelec · f7 černý pěšec · h7 černý pěšec · a6 černý pěšec · c6 bílý dáma · d6 černý pěšec · e6 černý pěšec · f6 bílý pěšec · g6 černý pěšec · d5 bílý pěšec · g5 bílý střelec · a4 černý jezdec · a2 bílý pěšec · b2 bílý pěšec · c2 bílý pěšec · f2 bílý pěšec · g2 bílý pěšec · h2 bílý pěšec · c1 bílý král · e1 bílý věž · f1 bílý střelec · g1 bílý jezdec · h1 bílý věž | a8 černý věž · d8 černý dáma · e8 černý král · f8 černý střelec · h8 černý věž · c7 černý pěšec · d7 černý střelec · f7 černý pěšec · h7 černý pěšec · a6 černý pěšec · c6 bílý dáma · d6 černý pěšec · e6 černý pěšec · f6 bílý pěšec · g6 černý pěšec · d5 bílý pěšec · g5 bílý střelec · a4 černý jezdec · a2 bílý pěšec · b2 bílý pěšec · c2 bílý pěšec · f2 bílý pěšec · g2 bílý pěšec · h2 bílý pěšec · c1 bílý král · e1 bílý věž · f1 bílý střelec · g1 bílý jezdec · h1 bílý věž | a8 černý věž · d8 černý dáma · e8 černý král · f8 černý střelec · h8 černý věž · c7 černý pěšec · d7 černý střelec · f7 černý pěšec · h7 černý pěšec · a6 černý pěšec · c6 bílý dáma · d6 černý pěšec · e6 černý pěšec · f6 bílý pěšec · g6 černý pěšec · d5 bílý pěšec · g5 bílý střelec · a4 černý jezdec · a2 bílý pěšec · b2 bílý pěšec · c2 bílý pěšec · f2 bílý pěšec · g2 bílý pěšec · h2 bílý pěšec · c1 bílý král · e1 bílý věž · f1 bílý střelec · g1 bílý jezdec · h1 bílý věž | a8 černý věž · d8 černý dáma · e8 černý král · f8 černý střelec · h8 černý věž · c7 černý pěšec · d7 černý střelec · f7 černý pěšec · h7 černý pěšec · a6 černý pěšec · c6 bílý dáma · d6 černý pěšec · e6 černý pěšec · f6 bílý pěšec · g6 černý pěšec · d5 bílý pěšec · g5 bílý střelec · a4 černý jezdec · a2 bílý pěšec · b2 bílý pěšec · c2 bílý pěšec · f2 bílý pěšec · g2 bílý pěšec · h2 bílý pěšec · c1 bílý král · e1 bílý věž · f1 bílý střelec · g1 bílý jezdec · h1 bílý věž | a8 černý věž · d8 černý dáma · e8 černý král · f8 černý střelec · h8 černý věž · c7 černý pěšec · d7 černý střelec · f7 černý pěšec · h7 černý pěšec · a6 černý pěšec · c6 bílý dáma · d6 černý pěšec · e6 černý pěšec · f6 bílý pěšec · g6 černý pěšec · d5 bílý pěšec · g5 bílý střelec · a4 černý jezdec · a2 bílý pěšec · b2 bílý pěšec · c2 bílý pěšec · f2 bílý pěšec · g2 bílý pěšec · h2 bílý pěšec · c1 bílý král · e1 bílý věž · f1 bílý střelec · g1 bílý jezdec · h1 bílý věž | 7 |
| 6 | a8 černý věž · d8 černý dáma · e8 černý král · f8 černý střelec · h8 černý věž · c7 černý pěšec · d7 černý střelec · f7 černý pěšec · h7 černý pěšec · a6 černý pěšec · c6 bílý dáma · d6 černý pěšec · e6 černý pěšec · f6 bílý pěšec · g6 černý pěšec · d5 bílý pěšec · g5 bílý střelec · a4 černý jezdec · a2 bílý pěšec · b2 bílý pěšec · c2 bílý pěšec · f2 bílý pěšec · g2 bílý pěšec · h2 bílý pěšec · c1 bílý král · e1 bílý věž · f1 bílý střelec · g1 bílý jezdec · h1 bílý věž | a8 černý věž · d8 černý dáma · e8 černý král · f8 černý střelec · h8 černý věž · c7 černý pěšec · d7 černý střelec · f7 černý pěšec · h7 černý pěšec · a6 černý pěšec · c6 bílý dáma · d6 černý pěšec · e6 černý pěšec · f6 bílý pěšec · g6 černý pěšec · d5 bílý pěšec · g5 bílý střelec · a4 černý jezdec · a2 bílý pěšec · b2 bílý pěšec · c2 bílý pěšec · f2 bílý pěšec · g2 bílý pěšec · h2 bílý pěšec · c1 bílý král · e1 bílý věž · f1 bílý střelec · g1 bílý jezdec · h1 bílý věž | a8 černý věž · d8 černý dáma · e8 černý král · f8 černý střelec · h8 černý věž · c7 černý pěšec · d7 černý střelec · f7 černý pěšec · h7 černý pěšec · a6 černý pěšec · c6 bílý dáma · d6 černý pěšec · e6 černý pěšec · f6 bílý pěšec · g6 černý pěšec · d5 bílý pěšec · g5 bílý střelec · a4 černý jezdec · a2 bílý pěšec · b2 bílý pěšec · c2 bílý pěšec · f2 bílý pěšec · g2 bílý pěšec · h2 bílý pěšec · c1 bílý král · e1 bílý věž · f1 bílý střelec · g1 bílý jezdec · h1 bílý věž | a8 černý věž · d8 černý dáma · e8 černý král · f8 černý střelec · h8 černý věž · c7 černý pěšec · d7 černý střelec · f7 černý pěšec · h7 černý pěšec · a6 černý pěšec · c6 bílý dáma · d6 černý pěšec · e6 černý pěšec · f6 bílý pěšec · g6 černý pěšec · d5 bílý pěšec · g5 bílý střelec · a4 černý jezdec · a2 bílý pěšec · b2 bílý pěšec · c2 bílý pěšec · f2 bílý pěšec · g2 bílý pěšec · h2 bílý pěšec · c1 bílý král · e1 bílý věž · f1 bílý střelec · g1 bílý jezdec · h1 bílý věž | a8 černý věž · d8 černý dáma · e8 černý král · f8 černý střelec · h8 černý věž · c7 černý pěšec · d7 černý střelec · f7 černý pěšec · h7 černý pěšec · a6 černý pěšec · c6 bílý dáma · d6 černý pěšec · e6 černý pěšec · f6 bílý pěšec · g6 černý pěšec · d5 bílý pěšec · g5 bílý střelec · a4 černý jezdec · a2 bílý pěšec · b2 bílý pěšec · c2 bílý pěšec · f2 bílý pěšec · g2 bílý pěšec · h2 bílý pěšec · c1 bílý král · e1 bílý věž · f1 bílý střelec · g1 bílý jezdec · h1 bílý věž | a8 černý věž · d8 černý dáma · e8 černý král · f8 černý střelec · h8 černý věž · c7 černý pěšec · d7 černý střelec · f7 černý pěšec · h7 černý pěšec · a6 černý pěšec · c6 bílý dáma · d6 černý pěšec · e6 černý pěšec · f6 bílý pěšec · g6 černý pěšec · d5 bílý pěšec · g5 bílý střelec · a4 černý jezdec · a2 bílý pěšec · b2 bílý pěšec · c2 bílý pěšec · f2 bílý pěšec · g2 bílý pěšec · h2 bílý pěšec · c1 bílý král · e1 bílý věž · f1 bílý střelec · g1 bílý jezdec · h1 bílý věž | a8 černý věž · d8 černý dáma · e8 černý král · f8 černý střelec · h8 černý věž · c7 černý pěšec · d7 černý střelec · f7 černý pěšec · h7 černý pěšec · a6 černý pěšec · c6 bílý dáma · d6 černý pěšec · e6 černý pěšec · f6 bílý pěšec · g6 černý pěšec · d5 bílý pěšec · g5 bílý střelec · a4 černý jezdec · a2 bílý pěšec · b2 bílý pěšec · c2 bílý pěšec · f2 bílý pěšec · g2 bílý pěšec · h2 bílý pěšec · c1 bílý král · e1 bílý věž · f1 bílý střelec · g1 bílý jezdec · h1 bílý věž | a8 černý věž · d8 černý dáma · e8 černý král · f8 černý střelec · h8 černý věž · c7 černý pěšec · d7 černý střelec · f7 černý pěšec · h7 černý pěšec · a6 černý pěšec · c6 bílý dáma · d6 černý pěšec · e6 černý pěšec · f6 bílý pěšec · g6 černý pěšec · d5 bílý pěšec · g5 bílý střelec · a4 černý jezdec · a2 bílý pěšec · b2 bílý pěšec · c2 bílý pěšec · f2 bílý pěšec · g2 bílý pěšec · h2 bílý pěšec · c1 bílý král · e1 bílý věž · f1 bílý střelec · g1 bílý jezdec · h1 bílý věž | 6 |
| 5 | a8 černý věž · d8 černý dáma · e8 černý král · f8 černý střelec · h8 černý věž · c7 černý pěšec · d7 černý střelec · f7 černý pěšec · h7 černý pěšec · a6 černý pěšec · c6 bílý dáma · d6 černý pěšec · e6 černý pěšec · f6 bílý pěšec · g6 černý pěšec · d5 bílý pěšec · g5 bílý střelec · a4 černý jezdec · a2 bílý pěšec · b2 bílý pěšec · c2 bílý pěšec · f2 bílý pěšec · g2 bílý pěšec · h2 bílý pěšec · c1 bílý král · e1 bílý věž · f1 bílý střelec · g1 bílý jezdec · h1 bílý věž | a8 černý věž · d8 černý dáma · e8 černý král · f8 černý střelec · h8 černý věž · c7 černý pěšec · d7 černý střelec · f7 černý pěšec · h7 černý pěšec · a6 černý pěšec · c6 bílý dáma · d6 černý pěšec · e6 černý pěšec · f6 bílý pěšec · g6 černý pěšec · d5 bílý pěšec · g5 bílý střelec · a4 černý jezdec · a2 bílý pěšec · b2 bílý pěšec · c2 bílý pěšec · f2 bílý pěšec · g2 bílý pěšec · h2 bílý pěšec · c1 bílý král · e1 bílý věž · f1 bílý střelec · g1 bílý jezdec · h1 bílý věž | a8 černý věž · d8 černý dáma · e8 černý král · f8 černý střelec · h8 černý věž · c7 černý pěšec · d7 černý střelec · f7 černý pěšec · h7 černý pěšec · a6 černý pěšec · c6 bílý dáma · d6 černý pěšec · e6 černý pěšec · f6 bílý pěšec · g6 černý pěšec · d5 bílý pěšec · g5 bílý střelec · a4 černý jezdec · a2 bílý pěšec · b2 bílý pěšec · c2 bílý pěšec · f2 bílý pěšec · g2 bílý pěšec · h2 bílý pěšec · c1 bílý král · e1 bílý věž · f1 bílý střelec · g1 bílý jezdec · h1 bílý věž | a8 černý věž · d8 černý dáma · e8 černý král · f8 černý střelec · h8 černý věž · c7 černý pěšec · d7 černý střelec · f7 černý pěšec · h7 černý pěšec · a6 černý pěšec · c6 bílý dáma · d6 černý pěšec · e6 černý pěšec · f6 bílý pěšec · g6 černý pěšec · d5 bílý pěšec · g5 bílý střelec · a4 černý jezdec · a2 bílý pěšec · b2 bílý pěšec · c2 bílý pěšec · f2 bílý pěšec · g2 bílý pěšec · h2 bílý pěšec · c1 bílý král · e1 bílý věž · f1 bílý střelec · g1 bílý jezdec · h1 bílý věž | a8 černý věž · d8 černý dáma · e8 černý král · f8 černý střelec · h8 černý věž · c7 černý pěšec · d7 černý střelec · f7 černý pěšec · h7 černý pěšec · a6 černý pěšec · c6 bílý dáma · d6 černý pěšec · e6 černý pěšec · f6 bílý pěšec · g6 černý pěšec · d5 bílý pěšec · g5 bílý střelec · a4 černý jezdec · a2 bílý pěšec · b2 bílý pěšec · c2 bílý pěšec · f2 bílý pěšec · g2 bílý pěšec · h2 bílý pěšec · c1 bílý král · e1 bílý věž · f1 bílý střelec · g1 bílý jezdec · h1 bílý věž | a8 černý věž · d8 černý dáma · e8 černý král · f8 černý střelec · h8 černý věž · c7 černý pěšec · d7 černý střelec · f7 černý pěšec · h7 černý pěšec · a6 černý pěšec · c6 bílý dáma · d6 černý pěšec · e6 černý pěšec · f6 bílý pěšec · g6 černý pěšec · d5 bílý pěšec · g5 bílý střelec · a4 černý jezdec · a2 bílý pěšec · b2 bílý pěšec · c2 bílý pěšec · f2 bílý pěšec · g2 bílý pěšec · h2 bílý pěšec · c1 bílý král · e1 bílý věž · f1 bílý střelec · g1 bílý jezdec · h1 bílý věž | a8 černý věž · d8 černý dáma · e8 černý král · f8 černý střelec · h8 černý věž · c7 černý pěšec · d7 černý střelec · f7 černý pěšec · h7 černý pěšec · a6 černý pěšec · c6 bílý dáma · d6 černý pěšec · e6 černý pěšec · f6 bílý pěšec · g6 černý pěšec · d5 bílý pěšec · g5 bílý střelec · a4 černý jezdec · a2 bílý pěšec · b2 bílý pěšec · c2 bílý pěšec · f2 bílý pěšec · g2 bílý pěšec · h2 bílý pěšec · c1 bílý král · e1 bílý věž · f1 bílý střelec · g1 bílý jezdec · h1 bílý věž | a8 černý věž · d8 černý dáma · e8 černý král · f8 černý střelec · h8 černý věž · c7 černý pěšec · d7 černý střelec · f7 černý pěšec · h7 černý pěšec · a6 černý pěšec · c6 bílý dáma · d6 černý pěšec · e6 černý pěšec · f6 bílý pěšec · g6 černý pěšec · d5 bílý pěšec · g5 bílý střelec · a4 černý jezdec · a2 bílý pěšec · b2 bílý pěšec · c2 bílý pěšec · f2 bílý pěšec · g2 bílý pěšec · h2 bílý pěšec · c1 bílý král · e1 bílý věž · f1 bílý střelec · g1 bílý jezdec · h1 bílý věž | 5 |
| 4 | a8 černý věž · d8 černý dáma · e8 černý král · f8 černý střelec · h8 černý věž · c7 černý pěšec · d7 černý střelec · f7 černý pěšec · h7 černý pěšec · a6 černý pěšec · c6 bílý dáma · d6 černý pěšec · e6 černý pěšec · f6 bílý pěšec · g6 černý pěšec · d5 bílý pěšec · g5 bílý střelec · a4 černý jezdec · a2 bílý pěšec · b2 bílý pěšec · c2 bílý pěšec · f2 bílý pěšec · g2 bílý pěšec · h2 bílý pěšec · c1 bílý král · e1 bílý věž · f1 bílý střelec · g1 bílý jezdec · h1 bílý věž | a8 černý věž · d8 černý dáma · e8 černý král · f8 černý střelec · h8 černý věž · c7 černý pěšec · d7 černý střelec · f7 černý pěšec · h7 černý pěšec · a6 černý pěšec · c6 bílý dáma · d6 černý pěšec · e6 černý pěšec · f6 bílý pěšec · g6 černý pěšec · d5 bílý pěšec · g5 bílý střelec · a4 černý jezdec · a2 bílý pěšec · b2 bílý pěšec · c2 bílý pěšec · f2 bílý pěšec · g2 bílý pěšec · h2 bílý pěšec · c1 bílý král · e1 bílý věž · f1 bílý střelec · g1 bílý jezdec · h1 bílý věž | a8 černý věž · d8 černý dáma · e8 černý král · f8 černý střelec · h8 černý věž · c7 černý pěšec · d7 černý střelec · f7 černý pěšec · h7 černý pěšec · a6 černý pěšec · c6 bílý dáma · d6 černý pěšec · e6 černý pěšec · f6 bílý pěšec · g6 černý pěšec · d5 bílý pěšec · g5 bílý střelec · a4 černý jezdec · a2 bílý pěšec · b2 bílý pěšec · c2 bílý pěšec · f2 bílý pěšec · g2 bílý pěšec · h2 bílý pěšec · c1 bílý král · e1 bílý věž · f1 bílý střelec · g1 bílý jezdec · h1 bílý věž | a8 černý věž · d8 černý dáma · e8 černý král · f8 černý střelec · h8 černý věž · c7 černý pěšec · d7 černý střelec · f7 černý pěšec · h7 černý pěšec · a6 černý pěšec · c6 bílý dáma · d6 černý pěšec · e6 černý pěšec · f6 bílý pěšec · g6 černý pěšec · d5 bílý pěšec · g5 bílý střelec · a4 černý jezdec · a2 bílý pěšec · b2 bílý pěšec · c2 bílý pěšec · f2 bílý pěšec · g2 bílý pěšec · h2 bílý pěšec · c1 bílý král · e1 bílý věž · f1 bílý střelec · g1 bílý jezdec · h1 bílý věž | a8 černý věž · d8 černý dáma · e8 černý král · f8 černý střelec · h8 černý věž · c7 černý pěšec · d7 černý střelec · f7 černý pěšec · h7 černý pěšec · a6 černý pěšec · c6 bílý dáma · d6 černý pěšec · e6 černý pěšec · f6 bílý pěšec · g6 černý pěšec · d5 bílý pěšec · g5 bílý střelec · a4 černý jezdec · a2 bílý pěšec · b2 bílý pěšec · c2 bílý pěšec · f2 bílý pěšec · g2 bílý pěšec · h2 bílý pěšec · c1 bílý král · e1 bílý věž · f1 bílý střelec · g1 bílý jezdec · h1 bílý věž | a8 černý věž · d8 černý dáma · e8 černý král · f8 černý střelec · h8 černý věž · c7 černý pěšec · d7 černý střelec · f7 černý pěšec · h7 černý pěšec · a6 černý pěšec · c6 bílý dáma · d6 černý pěšec · e6 černý pěšec · f6 bílý pěšec · g6 černý pěšec · d5 bílý pěšec · g5 bílý střelec · a4 černý jezdec · a2 bílý pěšec · b2 bílý pěšec · c2 bílý pěšec · f2 bílý pěšec · g2 bílý pěšec · h2 bílý pěšec · c1 bílý král · e1 bílý věž · f1 bílý střelec · g1 bílý jezdec · h1 bílý věž | a8 černý věž · d8 černý dáma · e8 černý král · f8 černý střelec · h8 černý věž · c7 černý pěšec · d7 černý střelec · f7 černý pěšec · h7 černý pěšec · a6 černý pěšec · c6 bílý dáma · d6 černý pěšec · e6 černý pěšec · f6 bílý pěšec · g6 černý pěšec · d5 bílý pěšec · g5 bílý střelec · a4 černý jezdec · a2 bílý pěšec · b2 bílý pěšec · c2 bílý pěšec · f2 bílý pěšec · g2 bílý pěšec · h2 bílý pěšec · c1 bílý král · e1 bílý věž · f1 bílý střelec · g1 bílý jezdec · h1 bílý věž | a8 černý věž · d8 černý dáma · e8 černý král · f8 černý střelec · h8 černý věž · c7 černý pěšec · d7 černý střelec · f7 černý pěšec · h7 černý pěšec · a6 černý pěšec · c6 bílý dáma · d6 černý pěšec · e6 černý pěšec · f6 bílý pěšec · g6 černý pěšec · d5 bílý pěšec · g5 bílý střelec · a4 černý jezdec · a2 bílý pěšec · b2 bílý pěšec · c2 bílý pěšec · f2 bílý pěšec · g2 bílý pěšec · h2 bílý pěšec · c1 bílý král · e1 bílý věž · f1 bílý střelec · g1 bílý jezdec · h1 bílý věž | 4 |
| 3 | a8 černý věž · d8 černý dáma · e8 černý král · f8 černý střelec · h8 černý věž · c7 černý pěšec · d7 černý střelec · f7 černý pěšec · h7 černý pěšec · a6 černý pěšec · c6 bílý dáma · d6 černý pěšec · e6 černý pěšec · f6 bílý pěšec · g6 černý pěšec · d5 bílý pěšec · g5 bílý střelec · a4 černý jezdec · a2 bílý pěšec · b2 bílý pěšec · c2 bílý pěšec · f2 bílý pěšec · g2 bílý pěšec · h2 bílý pěšec · c1 bílý král · e1 bílý věž · f1 bílý střelec · g1 bílý jezdec · h1 bílý věž | a8 černý věž · d8 černý dáma · e8 černý král · f8 černý střelec · h8 černý věž · c7 černý pěšec · d7 černý střelec · f7 černý pěšec · h7 černý pěšec · a6 černý pěšec · c6 bílý dáma · d6 černý pěšec · e6 černý pěšec · f6 bílý pěšec · g6 černý pěšec · d5 bílý pěšec · g5 bílý střelec · a4 černý jezdec · a2 bílý pěšec · b2 bílý pěšec · c2 bílý pěšec · f2 bílý pěšec · g2 bílý pěšec · h2 bílý pěšec · c1 bílý král · e1 bílý věž · f1 bílý střelec · g1 bílý jezdec · h1 bílý věž | a8 černý věž · d8 černý dáma · e8 černý král · f8 černý střelec · h8 černý věž · c7 černý pěšec · d7 černý střelec · f7 černý pěšec · h7 černý pěšec · a6 černý pěšec · c6 bílý dáma · d6 černý pěšec · e6 černý pěšec · f6 bílý pěšec · g6 černý pěšec · d5 bílý pěšec · g5 bílý střelec · a4 černý jezdec · a2 bílý pěšec · b2 bílý pěšec · c2 bílý pěšec · f2 bílý pěšec · g2 bílý pěšec · h2 bílý pěšec · c1 bílý král · e1 bílý věž · f1 bílý střelec · g1 bílý jezdec · h1 bílý věž | a8 černý věž · d8 černý dáma · e8 černý král · f8 černý střelec · h8 černý věž · c7 černý pěšec · d7 černý střelec · f7 černý pěšec · h7 černý pěšec · a6 černý pěšec · c6 bílý dáma · d6 černý pěšec · e6 černý pěšec · f6 bílý pěšec · g6 černý pěšec · d5 bílý pěšec · g5 bílý střelec · a4 černý jezdec · a2 bílý pěšec · b2 bílý pěšec · c2 bílý pěšec · f2 bílý pěšec · g2 bílý pěšec · h2 bílý pěšec · c1 bílý král · e1 bílý věž · f1 bílý střelec · g1 bílý jezdec · h1 bílý věž | a8 černý věž · d8 černý dáma · e8 černý král · f8 černý střelec · h8 černý věž · c7 černý pěšec · d7 černý střelec · f7 černý pěšec · h7 černý pěšec · a6 černý pěšec · c6 bílý dáma · d6 černý pěšec · e6 černý pěšec · f6 bílý pěšec · g6 černý pěšec · d5 bílý pěšec · g5 bílý střelec · a4 černý jezdec · a2 bílý pěšec · b2 bílý pěšec · c2 bílý pěšec · f2 bílý pěšec · g2 bílý pěšec · h2 bílý pěšec · c1 bílý král · e1 bílý věž · f1 bílý střelec · g1 bílý jezdec · h1 bílý věž | a8 černý věž · d8 černý dáma · e8 černý král · f8 černý střelec · h8 černý věž · c7 černý pěšec · d7 černý střelec · f7 černý pěšec · h7 černý pěšec · a6 černý pěšec · c6 bílý dáma · d6 černý pěšec · e6 černý pěšec · f6 bílý pěšec · g6 černý pěšec · d5 bílý pěšec · g5 bílý střelec · a4 černý jezdec · a2 bílý pěšec · b2 bílý pěšec · c2 bílý pěšec · f2 bílý pěšec · g2 bílý pěšec · h2 bílý pěšec · c1 bílý král · e1 bílý věž · f1 bílý střelec · g1 bílý jezdec · h1 bílý věž | a8 černý věž · d8 černý dáma · e8 černý král · f8 černý střelec · h8 černý věž · c7 černý pěšec · d7 černý střelec · f7 černý pěšec · h7 černý pěšec · a6 černý pěšec · c6 bílý dáma · d6 černý pěšec · e6 černý pěšec · f6 bílý pěšec · g6 černý pěšec · d5 bílý pěšec · g5 bílý střelec · a4 černý jezdec · a2 bílý pěšec · b2 bílý pěšec · c2 bílý pěšec · f2 bílý pěšec · g2 bílý pěšec · h2 bílý pěšec · c1 bílý král · e1 bílý věž · f1 bílý střelec · g1 bílý jezdec · h1 bílý věž | a8 černý věž · d8 černý dáma · e8 černý král · f8 černý střelec · h8 černý věž · c7 černý pěšec · d7 černý střelec · f7 černý pěšec · h7 černý pěšec · a6 černý pěšec · c6 bílý dáma · d6 černý pěšec · e6 černý pěšec · f6 bílý pěšec · g6 černý pěšec · d5 bílý pěšec · g5 bílý střelec · a4 černý jezdec · a2 bílý pěšec · b2 bílý pěšec · c2 bílý pěšec · f2 bílý pěšec · g2 bílý pěšec · h2 bílý pěšec · c1 bílý král · e1 bílý věž · f1 bílý střelec · g1 bílý jezdec · h1 bílý věž | 3 |
| 2 | a8 černý věž · d8 černý dáma · e8 černý král · f8 černý střelec · h8 černý věž · c7 černý pěšec · d7 černý střelec · f7 černý pěšec · h7 černý pěšec · a6 černý pěšec · c6 bílý dáma · d6 černý pěšec · e6 černý pěšec · f6 bílý pěšec · g6 černý pěšec · d5 bílý pěšec · g5 bílý střelec · a4 černý jezdec · a2 bílý pěšec · b2 bílý pěšec · c2 bílý pěšec · f2 bílý pěšec · g2 bílý pěšec · h2 bílý pěšec · c1 bílý král · e1 bílý věž · f1 bílý střelec · g1 bílý jezdec · h1 bílý věž | a8 černý věž · d8 černý dáma · e8 černý král · f8 černý střelec · h8 černý věž · c7 černý pěšec · d7 černý střelec · f7 černý pěšec · h7 černý pěšec · a6 černý pěšec · c6 bílý dáma · d6 černý pěšec · e6 černý pěšec · f6 bílý pěšec · g6 černý pěšec · d5 bílý pěšec · g5 bílý střelec · a4 černý jezdec · a2 bílý pěšec · b2 bílý pěšec · c2 bílý pěšec · f2 bílý pěšec · g2 bílý pěšec · h2 bílý pěšec · c1 bílý král · e1 bílý věž · f1 bílý střelec · g1 bílý jezdec · h1 bílý věž | a8 černý věž · d8 černý dáma · e8 černý král · f8 černý střelec · h8 černý věž · c7 černý pěšec · d7 černý střelec · f7 černý pěšec · h7 černý pěšec · a6 černý pěšec · c6 bílý dáma · d6 černý pěšec · e6 černý pěšec · f6 bílý pěšec · g6 černý pěšec · d5 bílý pěšec · g5 bílý střelec · a4 černý jezdec · a2 bílý pěšec · b2 bílý pěšec · c2 bílý pěšec · f2 bílý pěšec · g2 bílý pěšec · h2 bílý pěšec · c1 bílý král · e1 bílý věž · f1 bílý střelec · g1 bílý jezdec · h1 bílý věž | a8 černý věž · d8 černý dáma · e8 černý král · f8 černý střelec · h8 černý věž · c7 černý pěšec · d7 černý střelec · f7 černý pěšec · h7 černý pěšec · a6 černý pěšec · c6 bílý dáma · d6 černý pěšec · e6 černý pěšec · f6 bílý pěšec · g6 černý pěšec · d5 bílý pěšec · g5 bílý střelec · a4 černý jezdec · a2 bílý pěšec · b2 bílý pěšec · c2 bílý pěšec · f2 bílý pěšec · g2 bílý pěšec · h2 bílý pěšec · c1 bílý král · e1 bílý věž · f1 bílý střelec · g1 bílý jezdec · h1 bílý věž | a8 černý věž · d8 černý dáma · e8 černý král · f8 černý střelec · h8 černý věž · c7 černý pěšec · d7 černý střelec · f7 černý pěšec · h7 černý pěšec · a6 černý pěšec · c6 bílý dáma · d6 černý pěšec · e6 černý pěšec · f6 bílý pěšec · g6 černý pěšec · d5 bílý pěšec · g5 bílý střelec · a4 černý jezdec · a2 bílý pěšec · b2 bílý pěšec · c2 bílý pěšec · f2 bílý pěšec · g2 bílý pěšec · h2 bílý pěšec · c1 bílý král · e1 bílý věž · f1 bílý střelec · g1 bílý jezdec · h1 bílý věž | a8 černý věž · d8 černý dáma · e8 černý král · f8 černý střelec · h8 černý věž · c7 černý pěšec · d7 černý střelec · f7 černý pěšec · h7 černý pěšec · a6 černý pěšec · c6 bílý dáma · d6 černý pěšec · e6 černý pěšec · f6 bílý pěšec · g6 černý pěšec · d5 bílý pěšec · g5 bílý střelec · a4 černý jezdec · a2 bílý pěšec · b2 bílý pěšec · c2 bílý pěšec · f2 bílý pěšec · g2 bílý pěšec · h2 bílý pěšec · c1 bílý král · e1 bílý věž · f1 bílý střelec · g1 bílý jezdec · h1 bílý věž | a8 černý věž · d8 černý dáma · e8 černý král · f8 černý střelec · h8 černý věž · c7 černý pěšec · d7 černý střelec · f7 černý pěšec · h7 černý pěšec · a6 černý pěšec · c6 bílý dáma · d6 černý pěšec · e6 černý pěšec · f6 bílý pěšec · g6 černý pěšec · d5 bílý pěšec · g5 bílý střelec · a4 černý jezdec · a2 bílý pěšec · b2 bílý pěšec · c2 bílý pěšec · f2 bílý pěšec · g2 bílý pěšec · h2 bílý pěšec · c1 bílý král · e1 bílý věž · f1 bílý střelec · g1 bílý jezdec · h1 bílý věž | a8 černý věž · d8 černý dáma · e8 černý král · f8 černý střelec · h8 černý věž · c7 černý pěšec · d7 černý střelec · f7 černý pěšec · h7 černý pěšec · a6 černý pěšec · c6 bílý dáma · d6 černý pěšec · e6 černý pěšec · f6 bílý pěšec · g6 černý pěšec · d5 bílý pěšec · g5 bílý střelec · a4 černý jezdec · a2 bílý pěšec · b2 bílý pěšec · c2 bílý pěšec · f2 bílý pěšec · g2 bílý pěšec · h2 bílý pěšec · c1 bílý král · e1 bílý věž · f1 bílý střelec · g1 bílý jezdec · h1 bílý věž | 2 |
| 1 | a8 černý věž · d8 černý dáma · e8 černý král · f8 černý střelec · h8 černý věž · c7 černý pěšec · d7 černý střelec · f7 černý pěšec · h7 černý pěšec · a6 černý pěšec · c6 bílý dáma · d6 černý pěšec · e6 černý pěšec · f6 bílý pěšec · g6 černý pěšec · d5 bílý pěšec · g5 bílý střelec · a4 černý jezdec · a2 bílý pěšec · b2 bílý pěšec · c2 bílý pěšec · f2 bílý pěšec · g2 bílý pěšec · h2 bílý pěšec · c1 bílý král · e1 bílý věž · f1 bílý střelec · g1 bílý jezdec · h1 bílý věž | a8 černý věž · d8 černý dáma · e8 černý král · f8 černý střelec · h8 černý věž · c7 černý pěšec · d7 černý střelec · f7 černý pěšec · h7 černý pěšec · a6 černý pěšec · c6 bílý dáma · d6 černý pěšec · e6 černý pěšec · f6 bílý pěšec · g6 černý pěšec · d5 bílý pěšec · g5 bílý střelec · a4 černý jezdec · a2 bílý pěšec · b2 bílý pěšec · c2 bílý pěšec · f2 bílý pěšec · g2 bílý pěšec · h2 bílý pěšec · c1 bílý král · e1 bílý věž · f1 bílý střelec · g1 bílý jezdec · h1 bílý věž | a8 černý věž · d8 černý dáma · e8 černý král · f8 černý střelec · h8 černý věž · c7 černý pěšec · d7 černý střelec · f7 černý pěšec · h7 černý pěšec · a6 černý pěšec · c6 bílý dáma · d6 černý pěšec · e6 černý pěšec · f6 bílý pěšec · g6 černý pěšec · d5 bílý pěšec · g5 bílý střelec · a4 černý jezdec · a2 bílý pěšec · b2 bílý pěšec · c2 bílý pěšec · f2 bílý pěšec · g2 bílý pěšec · h2 bílý pěšec · c1 bílý král · e1 bílý věž · f1 bílý střelec · g1 bílý jezdec · h1 bílý věž | a8 černý věž · d8 černý dáma · e8 černý král · f8 černý střelec · h8 černý věž · c7 černý pěšec · d7 černý střelec · f7 černý pěšec · h7 černý pěšec · a6 černý pěšec · c6 bílý dáma · d6 černý pěšec · e6 černý pěšec · f6 bílý pěšec · g6 černý pěšec · d5 bílý pěšec · g5 bílý střelec · a4 černý jezdec · a2 bílý pěšec · b2 bílý pěšec · c2 bílý pěšec · f2 bílý pěšec · g2 bílý pěšec · h2 bílý pěšec · c1 bílý král · e1 bílý věž · f1 bílý střelec · g1 bílý jezdec · h1 bílý věž | a8 černý věž · d8 černý dáma · e8 černý král · f8 černý střelec · h8 černý věž · c7 černý pěšec · d7 černý střelec · f7 černý pěšec · h7 černý pěšec · a6 černý pěšec · c6 bílý dáma · d6 černý pěšec · e6 černý pěšec · f6 bílý pěšec · g6 černý pěšec · d5 bílý pěšec · g5 bílý střelec · a4 černý jezdec · a2 bílý pěšec · b2 bílý pěšec · c2 bílý pěšec · f2 bílý pěšec · g2 bílý pěšec · h2 bílý pěšec · c1 bílý král · e1 bílý věž · f1 bílý střelec · g1 bílý jezdec · h1 bílý věž | a8 černý věž · d8 černý dáma · e8 černý král · f8 černý střelec · h8 černý věž · c7 černý pěšec · d7 černý střelec · f7 černý pěšec · h7 černý pěšec · a6 černý pěšec · c6 bílý dáma · d6 černý pěšec · e6 černý pěšec · f6 bílý pěšec · g6 černý pěšec · d5 bílý pěšec · g5 bílý střelec · a4 černý jezdec · a2 bílý pěšec · b2 bílý pěšec · c2 bílý pěšec · f2 bílý pěšec · g2 bílý pěšec · h2 bílý pěšec · c1 bílý král · e1 bílý věž · f1 bílý střelec · g1 bílý jezdec · h1 bílý věž | a8 černý věž · d8 černý dáma · e8 černý král · f8 černý střelec · h8 černý věž · c7 černý pěšec · d7 černý střelec · f7 černý pěšec · h7 černý pěšec · a6 černý pěšec · c6 bílý dáma · d6 černý pěšec · e6 černý pěšec · f6 bílý pěšec · g6 černý pěšec · d5 bílý pěšec · g5 bílý střelec · a4 černý jezdec · a2 bílý pěšec · b2 bílý pěšec · c2 bílý pěšec · f2 bílý pěšec · g2 bílý pěšec · h2 bílý pěšec · c1 bílý král · e1 bílý věž · f1 bílý střelec · g1 bílý jezdec · h1 bílý věž | a8 černý věž · d8 černý dáma · e8 černý král · f8 černý střelec · h8 černý věž · c7 černý pěšec · d7 černý střelec · f7 černý pěšec · h7 černý pěšec · a6 černý pěšec · c6 bílý dáma · d6 černý pěšec · e6 černý pěšec · f6 bílý pěšec · g6 černý pěšec · d5 bílý pěšec · g5 bílý střelec · a4 černý jezdec · a2 bílý pěšec · b2 bílý pěšec · c2 bílý pěšec · f2 bílý pěšec · g2 bílý pěšec · h2 bílý pěšec · c1 bílý král · e1 bílý věž · f1 bílý střelec · g1 bílý jezdec · h1 bílý věž | 1 |
|   | a | b | c | d | e | f | g | h |   |

Igor Kurnosov – Marat Džumajev, Agzamovův memoriál 2008: 1. e4 d6 2. d4 Jf6 3. Jc3 g6 4. Sg5 Jbd7 5. Dd2 a6 6. O-O-O b5 7. e5 b4 8. exf6 bxc3 9. Dxc3 e6? 10. Ve1 Jb6 11. d5 Ja4 12. Dc6 Sd7 (diagram) 13. Vxe6! fxe6 14. dxe6 (nyní nejde ... Sxc6 pro 15. f7 mat) Sg7 15. exd7 a černý se vzdal.